# 아로니아속
아로니아속(학명: Aronia)은 장미과의 속이다. 아로니아(영어: aronia) 또는 초크베리(영어: chokeberry)라 불리는 열매를 식용 또는 약용으로 사용하며 식용 색소의 원료로 쓰이기도 하고 관상용으로도 역시 재배된다. '킹스베리'(King's Berry)라는 별명도 가지고 있다. 다년생 식물이며 북아메리카가 원산지이다. 꽃과 열매가 5월 피고 열리며, 8~9월에 열매를 수확할 수 있다. 영하 40도의 추위, 강렬한 자외선, 가혹한 환경에서도 잘 자란다. 아로니아는 18세기 경 유럽에 전래되었으며, 폴란드가 현재 전 세계 생산량 90%를 차지하며, 아로니아 제 1의 생산국으로 꼽히고 있다.

## 하위 종
- 붉은아로니아(A. arbutifolia (L.) Pers.)
- 검은아로니아(A. melanocarpa (Michx.) Elliott)
- 자주아로니아(A. × prunifolia (Marshall) Rehder)
- A. × floribunda (Lindl.) Spach

## 쓰임새
검은아로니아(블랙초크베리)는 탄닌 성분이 많아 바로 수확한 것은 떫은맛이 있지만 당도가 최고 17브릭스 정도로 단 맛이 있다. 다만, 탄닌 성분이 너무 많아 단맛을 제대로 느낄 수 없는 것이다. 탄닌은 시간이 지나 숙성되면 그 맛이 적어지므로 냉동실에서 보관하였다가 그냥 먹거나 주스, 잼 또는 샐러드로 먹을 수 있고 최근 유행하는 효소를 만들어 먹어도 좋다.
아로니아에 많이 들어있는 안토시아닌은 항산화 작용이 강하여 노화를 방지할 뿐만 아니라 항암효과도 상당히 좋은 것으로 알려져 있다. 또 시력의 개선 효과, 심장 및 혈관질환, 뇌졸중 등 혈액과 관련한 질병의 치료에 상당한 도움이 되는 것으로 알려져 있다.
아로니아는 소화액의 분비를 촉진시켜 위궤양, 십이지장 궤양이 있는 경우에는 피하는 것이 좋으며 과다 섭취 시 어지럼증이 나타날 수 있다.

## 갤러리

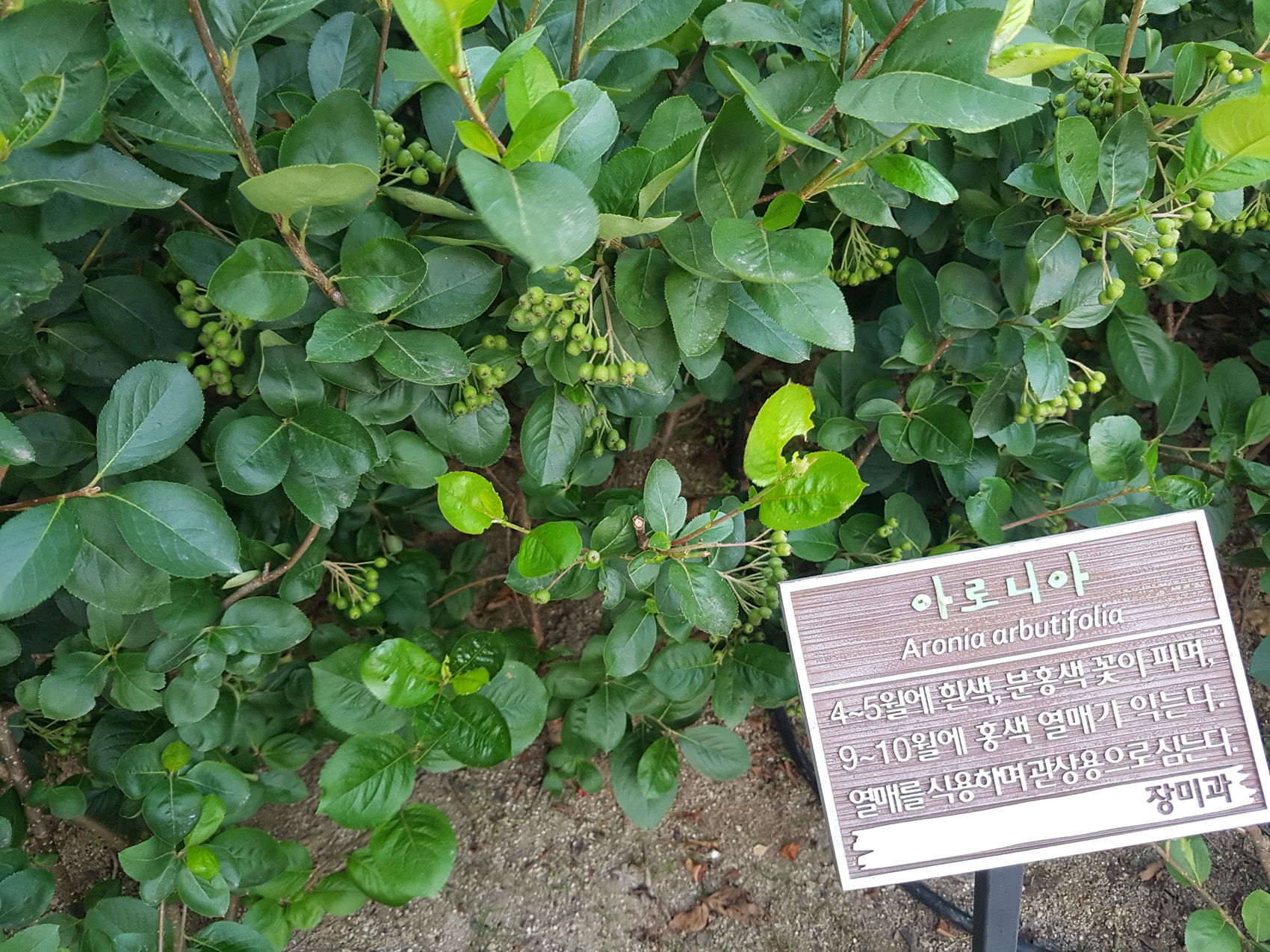
아로니아 6월초
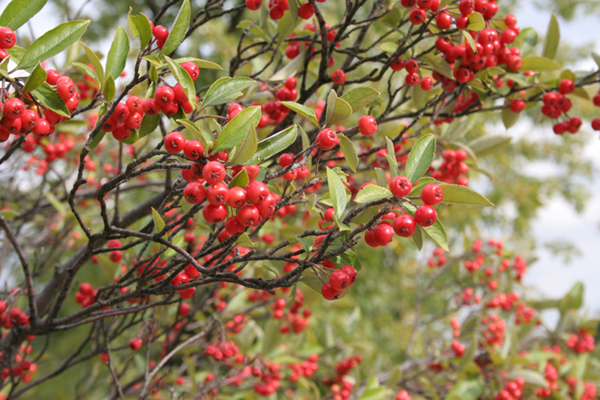
붉은아로니아
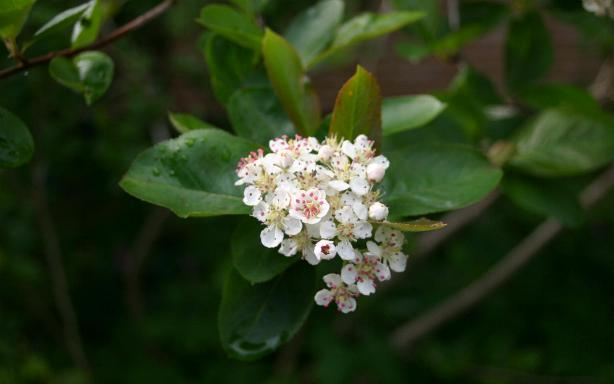
검은아로니아
아로니아 열매

## 같이 보기
- 복분자
- 산딸기
- 블랙베리
- 라즈베리
- 블루베리